# Elaine Joyce
Pour les articles homonymes, voir Joyce.
Elaine Joyce née le 19 décembre 1945 à Kansas City, Missouri aux États-Unis est une actrice américaine de théâtre et de télévision.

## Biographie
Elaine Joyce débute en 1972/1973 à Broadway dans Sugar, la comédie musicale adaptée de Certains l'aiment chaud. Joyce a le rôle-titre de la chanteuse Sugar Kane, rôle tenu dans le film par Marilyn Monroe.
Joyce apparaît dans de nombreuses séries télévisées comme The Young and the Restless et Days of Our Lives. Elle est régulièrement invitée dans des jeux comme Match Game, What's My Line?, et I've Got a Secret pendant les années 1970. Elle apparaît dans la dernière saison de The Andy Griffith Show avec le rôle de Mavis Neff ainsi que dans The All New Dating Game pour la première saison (1986-1987).
Le 170e et dernier épisode de Green Acres, "The Ex-Secretary" (27 avril 1971 (saison 6, épisode 26) était prévu comme le pilote d’une série dérivée avec Elaine Joyce, entre autres. Dans les années 1980 et 90, elle apparaît dans de nombreuses séries populaires comme Beverly Hills 90210, Melrose Place, Magnum P.I., etc.
Sa pièce Second Time Around  a reçu un bon accueil à New York et à San Francisco.
Elaine Joyce est apparue souvent dans des jeux télévisés aux côtés de son premier mari Bobby Van (épousé en 1968). Ils ont une fille, Taylor, née en 1977. Après la mort de Van d’un cancer du cerveau en 1980, elle épouse le producteur de télévision John Levoff avec lequel elle a un fils Michael Levoff, le porte-parole du maire Michael Bloomberg. Après leur divorce, elle fréquente, vers le milieu des années 1980, l’écrivain J. D. Salinger. De 1999 à 2018, année du décès de son époux, elle a été mariée au dramaturge Neil Simon.
Son doublage en français est assuré par Martine Messager.

## Filmographie

### Cinéma
- 1962 : The Music Man de Morton DaCosta : Danseuse (non créditée)
- 1963 : Bye Bye Birdie de George Sidney (non créditée)
- 1970 : The Christine Jorgensen Story de Irving Rapper : Loretta
- 1971 : How to Frame a Figg de Alan Rafkin : Ema Letha Kusic
- 1971 : Des amis comme les miens (Such Good Friends) " de Otto Preminger : Marian
- 1980 : Nuits de cauchemars (Motel Hell)  de Kevin Connor : Edith Olson
- 1986 : Uphill All the Way de Frank Q. Dobbs : Miss Jesse
- 1986 : Trick or Treat de Charles Martin Smith : Angie Weinbauer

### Télévision
- 1970 : (série télévisée) The Don Knotts Show : elle-même
- 1976 : (série télévisée) Los Angeles, années 30 (City of Angels) : Marsha
- 1977 : (téléfilm) The November Plan de Don Medford : Marsha
- 1978 : (téléfilm) A Guide for the Married Woman de Hy Averback : Helen
- 1978 : (série télévisée) La croisière s'amuse (The Love Boat) (saison 1 épisode 22) : Dawn Delaney
- 1981-1982 : (série télévisée) Monsieur Merlin (Mr. Merlin) : Alexandra
- 1989 : (téléfilm) La revanche d'Al Capone ( The Revenge of Al Capone)  de Michael Pressman : Chanteuse
- 1993 : (série télévisée) Des jours et des vies (Days of our Lives) : Paula Hammond
- 1994 : (téléfilm) Honor Thy Father and Mother: The True Story of the Menendez Murders de Paul Schneider : Jill Lansing
- 1995 : (série télévisée) Les Feux de l'amour (The Young and the Restless) : Suzanne
- 1995-1996 : (série télévisée) Beverly Hills 90210 : Candace

## Source
- (en) Cet article est partiellement ou en totalité issu de l’article de Wikipédia en anglais intitulé « Elaine Joyce » (voir la liste des auteurs).